# Jennifer Sidey
Jennifer Anne MacKinnon Sidey, detta Jenni (Calgary, 3 agosto 1988), è un'astronauta e ingegnere canadese.

## Biografia
Sidey si è laureata in ingegneria meccanica all'Università McGill di Montréal, Québec nel 2011. Durante la laurea ha condotto ricerche sulla propagazione delle fiamme in microgravità in collaborazione dell’Agenzia Spaziale Canadese (CSA) e del Laboratorio di ricerca sul volo del National Research Council. Ha conseguito un dottorato nel Regno Unito in ingegneria della combustione all’Università di Cambridge nel 2015. Dopo il dottorato, è rimasta nella facoltà come assistente professore del corso sui motori a combustione interna del Dipartimento di ingegneria. Le sue ricerche si son concentrate sulle fiamme, come usarle e come impedire che emettano inquinanti dannosi, e sullo sviluppo di combustori a basse emissioni per turbine a gas.

## Carriera alla CSA
Il 1º luglio 2017 è stata selezionata come astronauta del Gruppo 4 degli astronauti CSA insieme a Joshua Kutryk. Ad agosto 2017 si è trasferita a Houston per iniziare l’addestramento di base di due anni al Johnson Space Center insieme ai colleghi del Gruppo 22 degli astronauti NASA.